# 救命の連鎖
救命の連鎖(Chain of Survival)とは、一次救命処置の119番への通報から救急隊員への引継ぎの連続性を連鎖のかたちに当てはめたもの。
これは英語の諺「鎖は一番弱い輪で切れる A chain breaks on its weakest link」を意識したものであり、「あなたが救命の現場に居合わせた時、もしあなたが『鎖の弱い輪』にならなければ、あなたは命を救える」と言うメッセージである。

## 成人の救命の連鎖
1. Early Access 
 →早期通報（119番など救急への通報）
2. Early CPR 
 →早期心肺蘇生
3. Early Defibrillation 
 →早期除細動
4. Early Advance Care 
 →早期病院搬送（救急隊員への引継ぎ）

## 小児の救命の連鎖
1. Prevention 
 →予防
2. Early CPR 
 →早期心肺蘇生
3. Early Access 
 →早期通報
4. Early Advance Care 
 →早期病院搬送（救急隊員への引継ぎ）

成人と小児で順番が異なるのは、小児の方がより早期CPRに反応しやすいため（成人の心停止の多くは心臓に原因があり、小児では呼吸器に原因があることが多い）。

## 概要
アメリカ心臓協会の報告『国際ガイドライン　AHA2000』において、上記のプロセスが全て迅速に行われてはじめて、心肺停止者の救命が成功する可能性が生じるのであり、プロセスのいずれか一つでも欠けると救命の可能性はほとんどなくなることが示されている。このことは、心肺停止者に関する統計から明らかとされた客観的な事実として、世界中の心臓医師・救急隊員に強く認識されている。
心肺停止が発生してから救急隊員・医師の処置が受けられるまでに数分のタイムラグが生じる。そのため、心肺停止の現場に遭遇した一般の人々（バイスタンダー）が早期通報・早期心肺蘇生・早期除細動を実施する必要がある。日本では、心肺停止者の救命率が欧米諸国と比べてかなり低い（日本:3%-5%内外、欧米:10数%）が、一般の人々に救命の鎖の意識が浸透しているか否かが、こうした救命率の差につながる一因だと考えられている。